# Tandpulpa

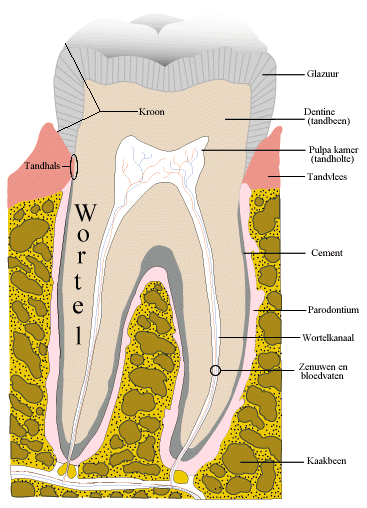
Pulpa in de tand

De tandpulpa (ook nog tandmerg genoemd) is het weefsel in de tandholte of pulpakamer, het binnenste van de tand.

## Anatomie
De tandpulpa bevat het meest levende deel van de tand, met bloedvaten en zenuwen en ook cellen die tandweefsel kunnen aanmaken de zogenaamde odontoblasten. Ze wordt omgeven door de dentine, waarin kleine zenuwuiteinden tot diep in de dentinekanaaltjes (dentinetubuli) uitlopen.

## Pathologie
De tandpulpa kan ontstoken raken, wat pulpitis genoemd wordt en hevige pijn kan veroorzaken. Cariës is de meest voorkomende oorzaak van pulpitis. De bacteriën in de cariës produceren stoffen die toxisch zijn voor de tandpulpa. Eerst wordt de tand gevoelig voor koude (alhoewel er ook nog andere oorzaken zijn voor tandgevoeligheid), in een later stadium wordt de tand vooral gevoelig voor warmte en ten slotte zal de tand een hevig kloppende pijn geven, die vooral 's nachts opkomt. De tand zal dan ook gevoelig worden bij het bijten (men heeft dan de indruk dat de tand te hoog zit).

Maar een pulpitis kan nog andere oorzaken hebben, zoals de toxische invloed van vullingsmaterialen bij te diepe caviteiten, de toxische invloed van bleekproducten, parodontitis, tandbreuk of tandoverbelasting.
De pulpitis kan genezen bij vroeg ingrijpen, door het wegnemen van de oorzaak (reversibele pulpitis). 
Slechts zelden overleeft de pulpa een acute pulpitis; wanneer deze niet behandeld wordt, gaat ze over in afsterven van het pulpaweefsel (necrose), wat op zijn beurt een tandabces veroorzaakt.
De tandarts moet bij irreversibele pulpitis overgaan tot een kanaalbehandeling, waarbij de tandpulpa (met zenuwen en bloedvaten) wordt weggenomen, gereinigd en verbreed, waarna de pulpakamer en de wortelkanalen hermetisch gevuld en afgesloten worden.